# Whale Bay Furrows
Koordinaten: 78° 0′ S, 169° 0′ W
Der Whale Bay Furrows (englisch für Walbuchtfurchen) sind seichte Tiefseerinnen im Festlandsockel der antarktischen Ross Dependency. Im Rossmeer verlaufen sie auf Höhe der Bucht der Wale.
Die seit April 1980 vom Advisory Committee on Undersea Features (ACUF) anerkannte Benennung erfolgte in Anlehnung an die Bucht der Wale.